# Celestial Peak
Der Celestial Peak (englisch für Himmlische Spitze) ist ein 1280 m hoher Berg aus Granit an der Oates-Küste des ostantarktischen Viktorialands. In den Wilson Hills ragt er 13 km nördlich des Mount Blowaway auf.
Der United States Geological Survey nahm zwischen 1962 und 1963 eine Kartierung des Bergs vor. Die Nordgruppe einer von 1963 bis 1964 dauernden Kampagne im Rahmen der New Zealand Geological Survey Antarctic Expedition nutzte ihn als Station für geodätische und gravimetrische Vermessungen. Seinen Namen verdankt der Berg dem Umstand, dass die Nordgruppe in der Nähe die ersten Sternenbeobachtungen der Kampagne vornahm.